# Nervus pudendus

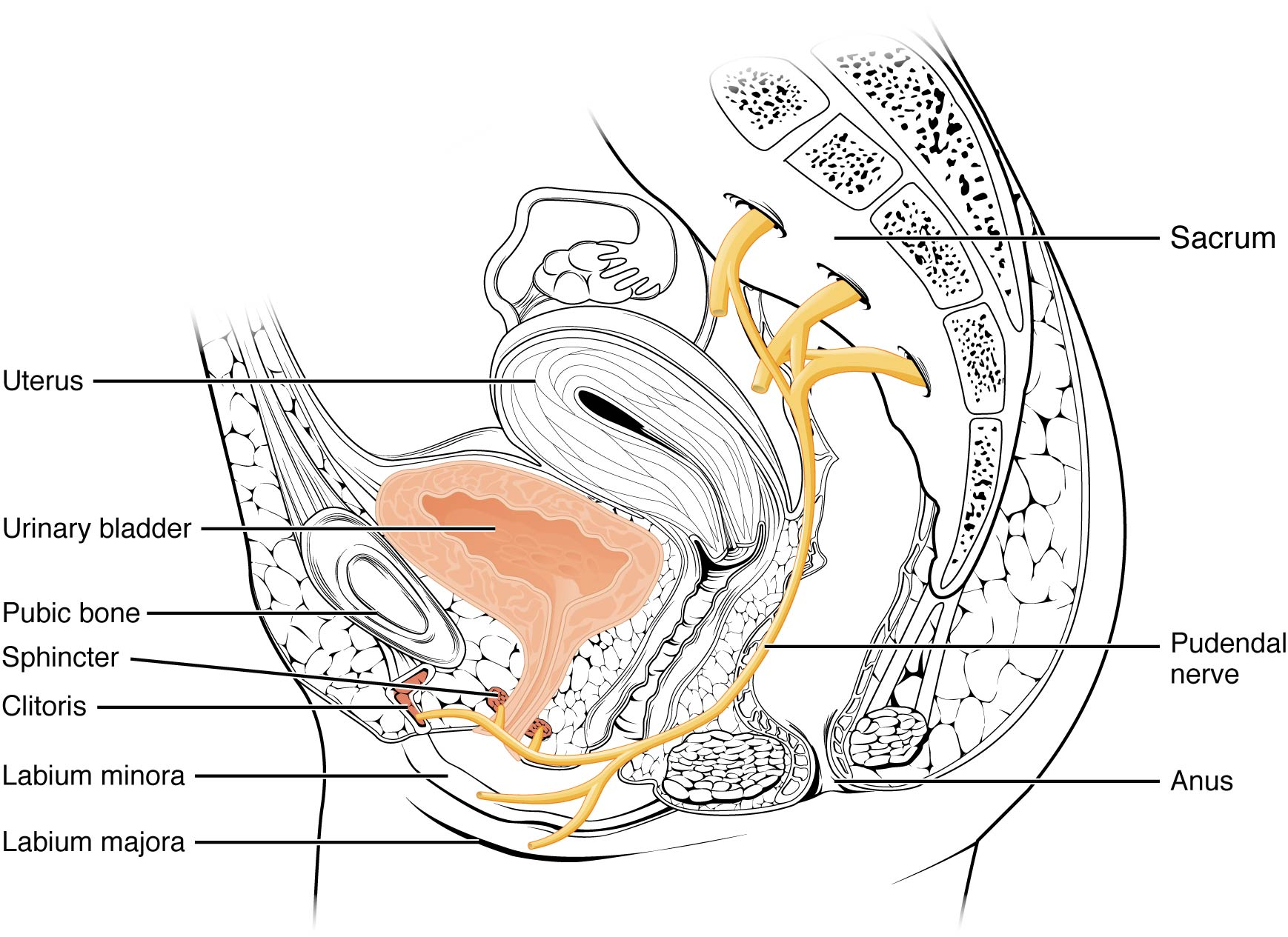
Hauptbahnen des Nervus pudendus bei der Frau (vereinfachte schematische Darstellung)

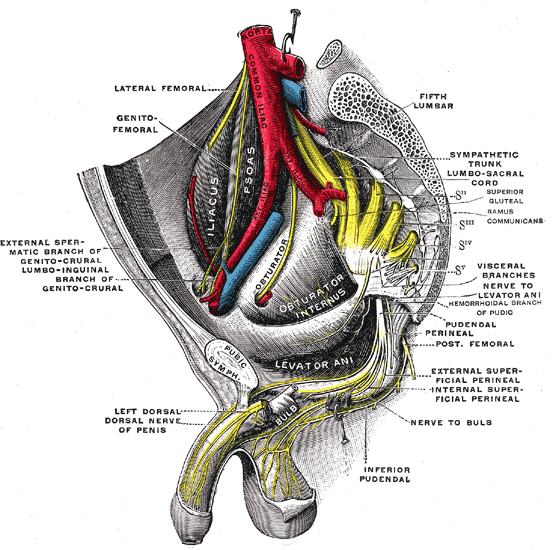
Beckensitus des Mannes

Der Nervus pudendus („Schamnerv“) ist ein Nerv des Plexus lumbosacralis und entspringt, bei den Säugetieren je nach Art etwas variierend, aus den Rückenmarkssegmenten S1-S4 (1.–4. Kreuzsegment). Jener Unterabschnitt des Lenden-Kreuz-Geflechts wird auch als Plexus pudendus bezeichnet. Der Nerv verläuft in der Beckenhöhle kaudoventral in Richtung Beckenboden (bei Tieren als Beckenausgang bezeichnet), zusammen mit der Arteria und Vena pudenda interna über das Foramen infrapiriforme in den Canalis pudendalis (Alcock-Kanal) und das Foramen ischiadicum minus. Der Nervus pudendus hat mehrere Äste:
- Nervi rectales inferiores (caudales)
- Nervi perineales
- Nervus dorsalis penis bzw. dorsalis clitoridis

Der Nervus pudendus führt sowohl allgemein-somatosensible und somatomotorische Nervenfasern mit sich.

## Nervi rectales inferiores
Die Nervi rectales inferiores („untere Mastdarmnerven“) werden bei Tieren entsprechend der horizontalen Ausrichtung des Körpers als Nervi rectales caudales (hintere Mastdarmnerven) bezeichnet. Sie innervieren die Umgebung des Anus und dessen Musculus sphincter ani externus (äußerer Afterschließmuskel) sowie den Musculus rectourethralis.
Bei Verletzungen des Nerven kann es zu einer Incontinentia alvi kommen.
Bei einigen Säugetieren innervieren die Nervi rectales caudales auch den Musculus retractor penis (bzw. clitoridis) und den Musculus bulbospongiosus.

## Nervi perineales
Die Nervi perineales („Dammnerven“) innervieren sensibel den Damm (Perineum) und motorisch die Muskeln der Peniswurzel (Musculus ischiourethralis, Musculus ischiocavernosus, Musculus bulbospongiosus), bei der Frau den Verenger der Vulva (Musculus constrictor cunni). Zudem versorgen sie den quergestreiften Muskel um die Harnröhre (Musculus urethralis). Diese Anteile des Nerven werden in der Veterinäranatomie als Nervus perinealis profundus bezeichnet.
Die Nervi perineales versorgen darüber hinaus über die Nervi scrotales bzw. labiales den Hodensack bzw. die Schamlippen, bei Huftieren auch den hinteren Teil des Euters. Diese Zweige werden bei Tieren auch als Nervus perinealis superficialis bezeichnet.
Schädigungen der Nervi perineales führen u. a., aufgrund der Paralyse des Musculus urethralis, zu einer Harninkontinenz.

## Nervus dorsalis penis / Nervus dorsalis clitoridis
Der Nervus dorsalis penis (Penisrückennerv) wird bei weiblichen Individuen als Nervus dorsalis clitoridis (Kitzlerrückennerv) bezeichnet. Er ist der direkte Endast des Nervus pudendus und der wichtigste sensible Nerv von Penisvorhaut und Glans penis bzw. von der Klitoris und Klitorisvorhaut. Da er für die Vermittlung der sexuellen Empfindungen verantwortlich ist, wird er auch als „Wolllustnerv“ bezeichnet.

## Pudendusblock
Zur Linderung des Geburtsschmerzes kann unter der Geburt der Nervus pudendus mit einem Pudendusblock betäubt werden. Hierfür wird mit Hilfe einer langen Nadel an mehreren Stellen ein Betäubungsmittel durch die Scheidenwand gespritzt, das den Nervus pudendus für etwa eine Stunde betäubt. Dabei werden in erster Linie die im Bereich der Vagina entstehenden Schmerzen gelindert; der Pressdrang lässt nicht nach.
Da hierbei ein grundsätzliches Risiko besteht, mit der Kanüle den Kopf des noch ungeborenen Kindes zu treffen, wird der Pudendusblock in erster Linie bei Saugglocken- oder Zangengeburten eingesetzt. 
Der Pudendusblock kann auch bei Operationen an Hämorrhoiden oder ähnlichem verwendet werden.